# Cases principals de l'arquitecte Víctor Horta
Les cases principals de l'arquitecte Víctor Horta a Brussel·les que estan inscrites a la llista del Patrimoni de la Humanitat per la UNESCO des del 2000. Les quatre cases de la ciutat de Victor Horta són:
- Hôtel Tassel, 6 rue P-I Janson;
- Casa Solvay, 224 avenue Louise;
- Casa van Eetvelde, 2-4 avinguda Palmerston;
- Maison & Atelier Horta, 23-25 rue Américaine, al centre de Brussel·les.